# Louis Favre
Louis Favre (Chêne-Bourg, 28 gennaio 1826 – Göschenen, 19 luglio 1879) è stato un architetto e ingegnere svizzero.
Era titolare dell'impresa alla quale fu appaltata la costruzione del traforo ferroviario del San Gottardo

## Biografia
Figlio di Claude, maestro carpentiere, nel 1845 lascia la ditta di suo padre ed esercita la professione di carpentiere in Francia, a Neuilly-sur-Marne. Segue corsi di architettura e si forma, quale autodidatta, come ingegnere. Tra il 1846 e il 1851 lavora con la collaborazione del fisico svizzero Jean-Daniel Colladon a diversi progetti, specialmente ferroviari, in Francia e in Svizzera. Nel 1863 acquista le cave di Seyssel e di Saint-Paul-Trois-Châteaux poi le rivende nel 1878 alla Société des carrières du Midi a Lione. Dal 1863 al 1865, fa costruire per Henri du Bord l'Hôtel de la Paix a Ginevra, dove acquista il domaine du Plongeon nel 1865

### I ritardi e la morte in cantiere
Louis Favre vince il concorso per la costruzione della galleria ferroviaria del San Gottardo, lanciato nel 1871. Nel contratto firmato il 7 agosto 1872 si impegna a terminare la costruzione entro otto anni al prezzo di 56 milioni di franchi (rispettivamente: un anno e 12½ milioni di franchi in meno dei concorrenti). Accetta inoltre che nelle clausole contrattuali sia contemplato un premio di 5.000 franchi per ogni giorno guadagnato rispetto alla scadenza prevista e una penale pure di 5.000 franchi per ogni giorno di ritardo. In caso di ritardo superiore ai sei mesi, la penale aumenta a 10.000 franchi per giorno di ritardo.
I lavori iniziano dal portale sud il 13 settembre, poi il 24 ottobre 1872 da nord. Molto presto sorgono problemi tecnici imprevisti e imprevedibili, legati alla natura della roccia che si incontra durante gli scavi. Oltre a ciò, Favre deve affrontare una serie di controversie, anche giudiziarie, con le banche finanziatrici, come anche scioperi e scontri con gli operai addetti alla costruzione, costretti - soprattutto a causa della necessità di rispettare le strette condizioni contrattuali - a condizioni di lavoro pessime anche per i parametri dell'epoca.
Sette mesi prima che sia abbattuto l'ultimo diaframma di roccia che separa i due tronconi del tunnel, Favre muore di infarto durante un sopralluogo sul cantiere accompagnato dall'ingegnere capo Ernest von Stockalper, responsabile del cantiere di Göschenen.
Sebbene l'impresa di Favre abbia ultimato il traforo il 29 febbraio 1880, un mese prima della data da lui prevista per questa fase dei lavori, il tunnel è aperto solo il 1º gennaio 1882, con un ritardo, quindi, di 15 mesi sulla data pattuita, per una concomitanza di motivi. Il ritardo, come anche il sorpasso dell'11% sui costi preventivati sono tutto sommato contenuti, per un'opera di tale portata. La Compagnia ferroviaria del Gottardo, fa causa agli eredi, portandoli alla rovina finanziaria.
In seguito la direzione della Compagnia ferroviaria del Gottardo decide tuttavia, di propria iniziativa, di attribuire un vitalizio di 10.000 franchi annui alla figlia di Favre, Henriette Hava-Favre, che viveva a Parigi.

## Archivi
- Fondo Colladon presso BPUG.
- Fondo notarile Théodore Louis Antoine Audéoud 1880-1881, presso AEG.